# Smoothstone River
Der Smoothstone River ist ein Zufluss des Pinehouse Lake in der kanadischen Provinz Saskatchewan.
Der Smoothstone River hat seinen Ursprung im Wabeno Lake im äußersten Norden des Prince-Albert-Nationalparks. Er fließt anfangs in westlicher Richtung durch die Seen Lavallée Lake und Paquin Lake. Anschließend wendet er sich nach Norden und mündet in den Clarke Lake. Über den Little Clarke Lake fließt er weiter zum Smoothstone Lake, den er an dessen Nordufer wieder verlässt. Er fließt weiter in nördlicher Richtung und nimmt die Nebenflüsse Swan Creek und Dunbar Creek auf. Danach wendet sich der Fluss nach Nordosten und durchfließt die beiden Seen Little Emmeline Lake und Emmeline Lake. Anschließend dreht der Smoothstone River nach Norden. Der Saskatchewan Highway 165 überquert den Fluss. Dieser wendet sich nun nach Westen, später nach Nordwesten und mündet schließlich in den Pinehouse Lake, welcher vom Churchill River durchflossen wird. Der Smoothstone River hat eine Länge von etwa 270 km. Der mittlere Abfluss am Pegel unterhalb des Emmeline Lake beträgt 10 m³/s.